# Milotski Breg
Milotski Breg är en ort i Kroatien.   Den ligger i länet Istrien, i den västra delen av landet, 170 km väster om huvudstaden Zagreb. Milotski Breg ligger 410 meter över havet och antalet invånare är 142.
Terrängen runt Milotski Breg är kuperad åt nordost, men åt sydväst är den platt. Runt Milotski Breg är det ganska glesbefolkat, med 34 invånare per kvadratkilometer. Närmaste större samhälle är Labin, 15,2 km sydost om Milotski Breg. Omgivningarna runt Milotski Breg är en mosaik av jordbruksmark och naturlig växtlighet.